# Rainer Zimmermann (Kunsthistoriker)
Rainer Zimmermann (* 6. August 1920 in Schluckenau; † 22. November 2009 in Wetter-Oberrosphe) war ein deutscher Journalist, Kunsthistoriker, Publizist, Kunstsammler und Autor von Büchern zur modernen Kunst.

## Leben und Wirken

### Werdegang
Rainer Zimmermann wurde als Sohn des Verlegers Benno Zimmermann und dessen Frau Johanna (geb. Gabler) 1920 geboren. Nach dem Abitur am Realgymnasium in Rumburg nahm er als Offizier der Luftwaffe am Zweiten Weltkrieg teil. Nach 1945 studierte er Kunstgeschichte, Germanistik und Philosophie an der Universität Marburg, unter anderem bei Richard Hamann. Nach dem Studium war er von 1950 bis 1968 erst Feuilleton-Redakteur, anschließend Chefredakteur der Oberhessischen Presse in Marburg. Von 1969 bis zu seiner Pensionierung 1979 war er als Vorstandsmitglied in der Versicherungswirtschaft tätig, ein Beruf, der sich als solide Grundlage für seine Arbeit als Buchautor, Sammler und Organisator erwies.
Zimmermann war Mitgründer des Marburger Künstlerkreises, aus dem der Marburger Kunstverein hervorging und dem er bis 1958 vorstand. Er war ebenfalls Mitbegründer des „Freundeskreises des Marburger Universitäts-Museums“ und  langjährig Vorsitzender der Otto-Pankok-Gesellschaft.

### Kunstsammler
Bereits während seiner Zeit als Journalist begann Zimmermann Bilder, Zeichnungen und Grafiken zu sammeln. Er konzentrierte sich dabei auf Arbeiten von Künstlern, die eine gemeinsame, ähnlich verlaufene  Biografie hatten. Sie stammten aus dem deutschsprachigen Raum, waren um die Jahrhundertwende 1900 geboren und ihre Studienzeit fiel in die Nachkriegswirren und die Not nach dem Ersten Weltkrieg. Durch ihre malerische, expressionistische Arbeitsweise passten sie ab 1933 nicht in die nationalsozialistische Kunstauffassung. Nach 1945 konnten sie die – durch Zimmermann festgestellte – Dominanz der abstrakt arbeitenden Künstler im Westen und des Sozialistischen Realismus im Osten Deutschlands nicht durchbrechen und gerieten so ins Abseits. Als beispielhaften Vertreter dieser Generation sah Zimmermann den ebenfalls in Marburg lebenden Maler Franz Frank, mit dem ihn eine lebenslange, bis zu dessen Tod 1986 reichende Freundschaft verband.

### „Verschollene Generation“ und „Expressiver Realismus“
Nach seinem Ruhestand 1979 verstärkte er seine Sammlertätigkeit. Er veröffentlichte 1980 entlang seiner eigenen, bis dahin erheblich angewachsenen, Kunstsammlung das Buch Die Kunst der verschollenen Generation. Deutsche Malerei des Expressiven Realismus von 1925 bis 1975 und beschrieb in Kurzbiographien von rund 200 Malern und Grafikern vor allem seinen eigenen Bestand. Für dieses Buch sowie als Bezeichnung für seine eigene Sammlung griff er mit Verschollene Generation den soziologischen Begriff der Lost Generation (Verlorene Generation) auf, der unter anderem durch Gertrude Stein und Hannah Arendt in die Literatur eingeführt und auf die amerikanischen (auch französischen) Schriftsteller der 1920er Jahre bezogen war und in der Zimmermann Parallelen sah.
Über den Untertitel seines Buches und die verortende Bezeichnung seiner eigenen stilistisch heterogenen Kunstsammlung schrieb Zimmermann: „Die Begriffsbezeichnung ‚Expressiver Realismus‘ wurde gewählt, weil sie allgemein genug bleibt, um keine Stilgeschlossenheit vorzutäuschen, wo es nur um die Gemeinsamkeit einer künstlerischen Grundhaltung handelt. Sowohl der Begriff ‚Realismus‘, als auch die Bestimmung ‚expressiv‘ sind Kennzeichnungen von immer wiederkehrenden Einstellungen. In ihrer Verbindung grenzen sie die von ihnen bezeichneten Gestaltungsmöglichkeiten deutlich genug von anderen Richtungen ab, umfassen aber immer noch ein breites Spektrum individueller Ausformungen …“ (Expressiver Realismus. Malerei der verschollenen Generation, S. 155).
Vierzehn Jahre später erschien durch die zwischenzeitlich angewachsene Sammlung eine erweiterte Fassung des Buchs mit Biografien von 420 Künstlern, jedoch vertauschte er den Titel mit dem Untertitel Expressiver Realismus. Malerei der verschollenen Generation (1994). In seiner „Montagsgalerie“ zeigte er Neuerwerbungen seiner Sammlung und verlegte eigene bibliophil gestaltete Texte.
Beide Ausgaben wurden in der kunstwissenschaftlichen Presse kaum rezensiert. In der Zeitschrift für Ästhetik und allgemeine Kunstwissenschaft fand sich 1982 eine Besprechung von Heinrich Lützeler, der kritisierte, dass Zimmermann Künstler wie Otto Dix oder Otto Pankok der „verschollenen Generation“ zurechnete, da sie „bis 1936 viel beachtet“ waren. Gottfried Sello schrieb in der Zeit, dass  Zimmermann bei seiner Zusammenstellung „die Frage nach dem Rang, der Qualität aus den Augen verloren“ habe. Die Neuauflage besprach Uwe M. Schneede im Spiegel negativ: „Daß die Maler des Mittelweges nicht über ihren regionalen Rahmen hinauskamen, in dem die meisten von ihnen durchaus gefeiert worden sind, erklärt der Autor im wesentlichen mit der unter nicht arrivierten Künstlern, in linken wie in konservativen Kreisen weitverbreiteten Verschwörertheorie. [...] Stets ist die internationale Front der ‚Claqueure der jeweiligen Kunstmoden‘ am Werk, vor allem, um die Regionalisten auszuschalten.“
1991 wurde von Zimmermann der „Freundeskreis Bildende Kunst“ gegründet, der ab 1993 das Museum „Expressiver Realismus“ im Neuen Schloß in Kisslegg einrichtete und das neben der einer Dauerpräsentation von Zimmermanns eigener Sammlung 23 Sonderausstellungen zeigte. Das Haus wurde 2004 wegen Geldmangels aufgelöst, die Sammlung ging an Zimmermann zurück.

### Stiftungen
1994 gab er mit seiner Frau Emmy fünf Gemälde und fünf Arbeiten auf Papier in eine Marburger „Stiftung Expressiver Realismus – Sammlung Emmy und Rainer Zimmermann“, durch eine Zustiftung kamen 2008 durch Zimmermann weitere 640 Werke in das Universitätsmuseum Marburg, darunter 28 Ölgemälde, sowie 609 Aquarelle, Zeichnungen, Radierungen, Lithographien und Holzschnitte. Unter ihnen befinden sich expressive Werke unter anderen von Joseph Mader (1905–1982), Franz Frank (1897–1986), Fritz Heinsheimer (1897–1958), Joseph Kneer (1900–1990), Bruno Müller-Linow (1909–1997), Alfred Wais (1905–1988) und Paul Kleinschmidt (1883–1949).

## Schriften
- Das Wespennest. Erzählung. Mit 12 Zeichnungen von Hans Fronius. Lübbe, Bergisch Gladbach 1976, ISBN 978-3-7857-0183-6.
- Die Kunst der verschollenen Generation. Deutsche Malerei des Expressiven Realismus von 1925 bis 1975. Econ, Düsseldorf und Wien 1980, ISBN 3-430-19961-1 (Zugleich Dissertation an der Universität Marburg 1986); überarbeitete Neuauflage unter dem Titel: Expressiver Realismus. Malerei der verschollenen Generation. Hirmer, München 1994, ISBN 3-7774-6420-1.
- Die Überlistung des Todes. Wozu der Mensch die Kunst erfand. Deutscher Kunstverlag, München/Berlin 1998, ISBN 978-3-422-06227-6.
- Irrwege der modernen Kunst. Noũs, Tübingen 2000, ISBN 3-924249-34-2.
- Philosophische Seitensprünge – Gedanken über Gott und die Welt. Langen Müller, München 2007, ISBN 978-3-8004-1476-5.